# 阿特·兰利
阿特·兰利（英語：Art Langley，1896年6月25日—1967年3月5日），美国男子冰球运动员，场上位置是守门员。他曾代表美国国家队参加1924年冬季奥林匹克运动会冰球比赛，获得一枚银牌。